# موريس توريز
موريس توريز (28 أبريل 1900 - 11 يوليو 1964) كان سياسي فرنسي ورئيس الحزب الشيوعي الفرنسي من 1930 حتى وفاته.